# Cadre-71/2-Europameisterschaft 1953

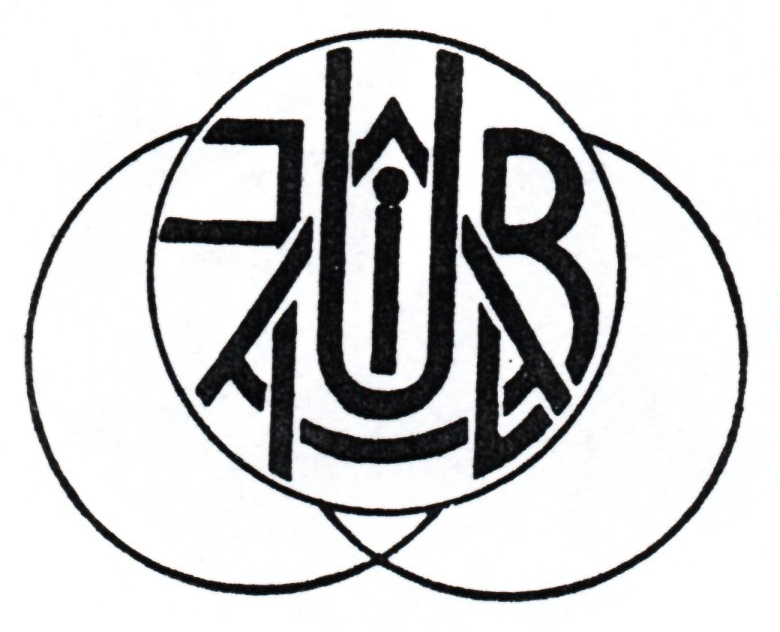
Logo UIFAB (ausrichtender Verband)

Veranstaltungsort: Viersen

Die Cadre-71/2-Europameisterschaft 1953 war das 7. Turnier in dieser Disziplin des Karambolagebillards und fand vom 5. bis zum 8. Februar 1953 in Viersen statt. Es war die erste Cadre-71/2-Europameisterschaft in Deutschland.

## Geschichte
Gleich zwei neue Europarekorde stellte der Frankfurter Walter Lütgehetmann bei seinem Titelgewinn bei der Cadre 71/2-EM in Viersen auf. Den ersten im GD mit 24,24 und den zweiten im BED mit 75,00. Nur in der letzten aber nicht mehr entscheidenden Partie gegen den Niederländer Piet van de Pol spielte Lütgehetmann Unentschieden. Ansonsten gewann er den Rest der Partien deutlich. Der Zweitplatzierte van de Pol gewann bei allen sieben bisher gespielten Europameisterschaften im Cadre 71/2 Medaillen. Dreimal sogar Gold. Allgemein wurde die perfekte Organisation in der Festhalle von Viersen gelobt.

## Turniermodus
Hier wurde im Round Robin System bis 300 Punkte gespielt. Es wurde mit Nachstoß gespielt. Damit waren Unentschieden möglich.
Bei MP-Gleichstand (außer bei Punktgleichstand beim Sieger) wird in folgender Reihenfolge gewertet:
1. MP = Matchpunkte
2. GD = Generaldurchschnitt
3. HS = Höchstserie

## Abschlusstabelle

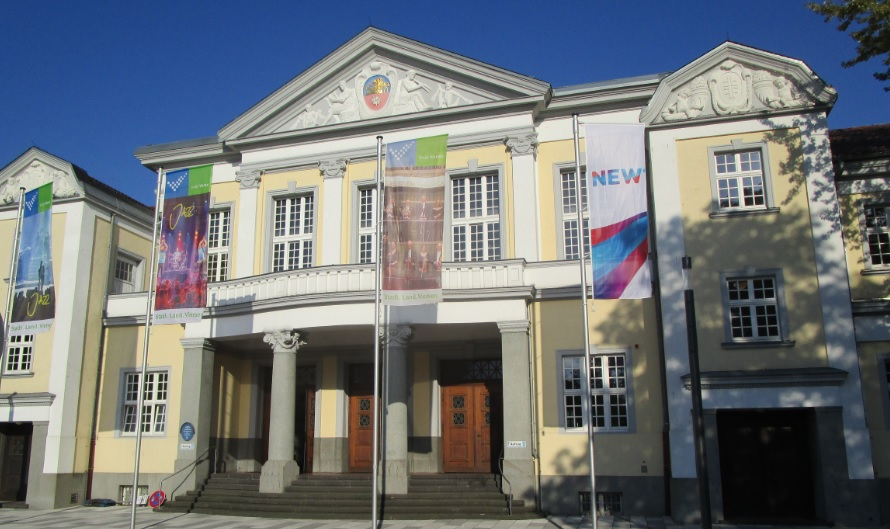
Festhalle Viersen

| MP    | Match Points (Sieger = 2; Unentschieden = 1; Verlierer = 0) |
| Pkte. | Erzielte Karambolagen                                       |
| Aufn. | Benötigte Versuche                                          |
| GD    | Generaldurchschnitt                                         |
| BED   | Bester Einzeldurchschnitt eines Spielers                    |
| HS    | Höchstserie                                                 |
|       | Bester GD des Turniers                                      |
|       | Bester ED des Turniers                                      |
|       | Beste HS des Turniers                                       |
|       | 1. Platz (Gold)                                             |
|       | 2. Platz (Silber)                                           |
|       | 3. Platz (Bronze)                                           |

| Platz                      | Name                | MP   | Pkte. | Aufn. | GD    | BED   | HS  |
| -------------------------- | ------------------- | ---- | ----- | ----- | ----- | ----- | --- |
| 1                          | Walter Lütgehetmann | 15:1 | 2400  | 99    | 24,24 | 75,00 | 174 |
| 2                          | Piet van de Pol     | 13:3 | 2352  | 127   | 18,51 | 25,00 | 147 |
| 3                          | Clément van Hassel  | 12:4 | 2292  | 110   | 20,83 | 27,27 | 105 |
| 4                          | René Vingerhoedt    | 10:6 | 2142  | 122   | 17,55 | 33,33 | 150 |
| 5                          | Jean Galmiche       | 8:8  | 1764  | 160   | 11,02 | 18,75 | 92  |
| 6                          | Ernst Rudolph       | 6:10 | 1977  | 162   | 12,20 | 17,64 | 102 |
| 7                          | Ernst Reicher       | 4:12 | 1679  | 131   | 12,81 | 21,42 | 93  |
| 8                          | Siegfried Spielmann | 4:12 | 1551  | 138   | 11,23 | 25,00 | 97  |
| 9                          | Henk Metz           | 0:16 | 1708  | 123   | 13,88 | –     | 72  |
| Turnierdurchschnitt: 15,24 |                     |      |       |       |       |       |     |